# Pastorale

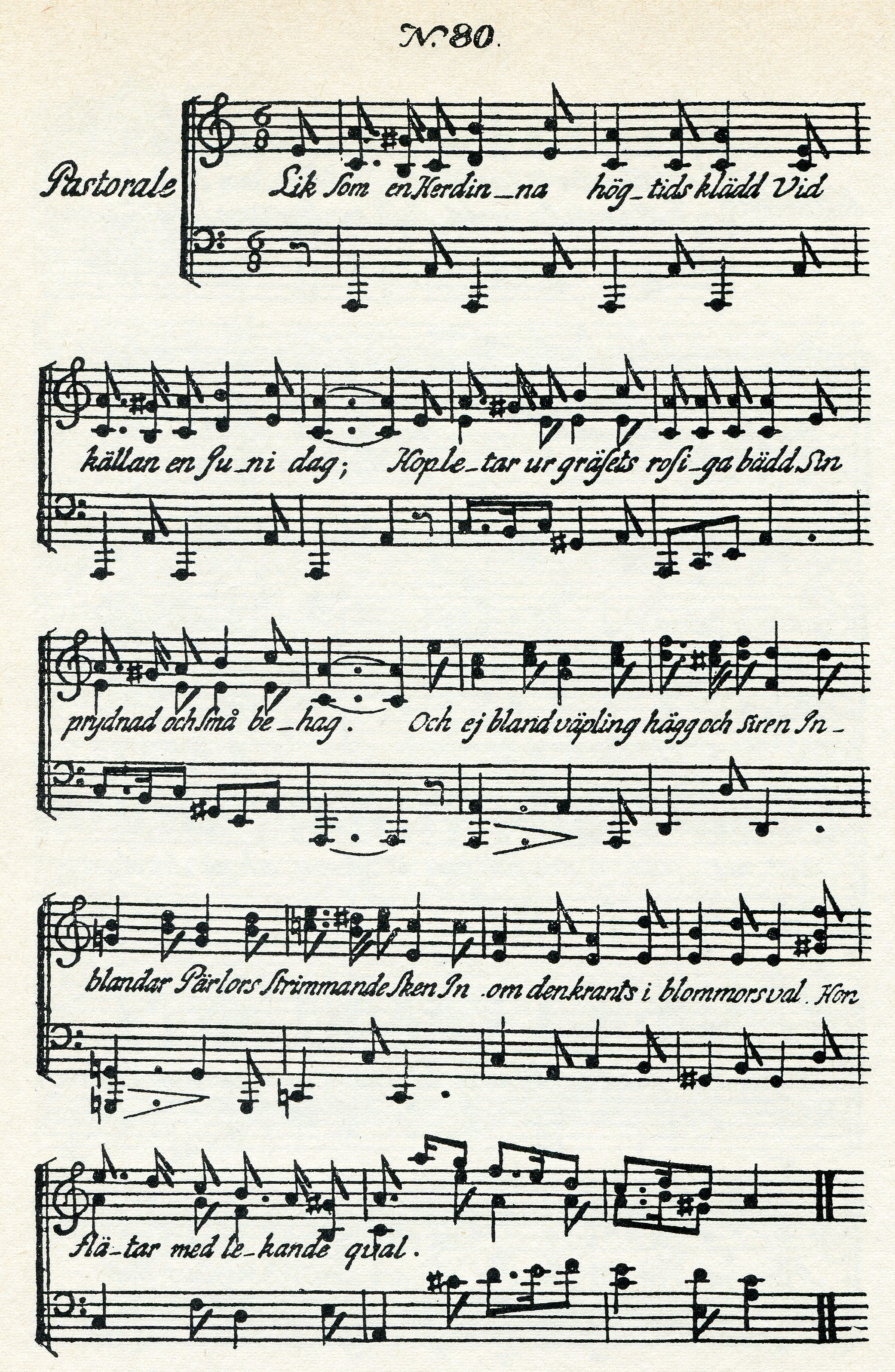
Partituras para Fredman's Epistle 80, de Carl Michael Bellman, Liksom en Herdinna, högtids klädd, uma das várias pastorales da coleção de 1790

Pastorale refere-se a algo de natureza pastoral na música, seja na sua forma ou no sentimento.
Na música barroca, uma pastorale é um movimento de uma melodia em terças sobre uma linha de baixo contínua, evocando a música natalina dos pifferari, tocadores da tradicional gaita de foles italiana (zampogna) do piffero de palheta dupla. As pastorais geralmente estão em compasso 6/8, 9/8 ou 12/8, em um tempo moderado. Assemelham-se a uma versão mais lenta de uma tarantela, abrangendo muitos dos mesmos ritmos e frases melódicas.
Exemplos comuns incluem o último movimento do Concerto de Natal de Corelli (Op.6, No.8), o terceiro movimento do Concerto da Primavera de Vivaldi de As Quatro Estações, o movimento Pifa do Messias de Handel, os primeiros movimentos da Pastorale de Bach (BWV 590) para órgão, e a Sinfonia que abre a parte II do seu Oratório de Natal como uma introdução ao anúncio angélico aos pastores. Scarlatti escreveu alguns exemplos em suas sonatas para teclado, e muitos outros compositores na transição entre as eras barroca e clássica, particularmente os franceses (como Marc-Antoine Charpentier), utilizaram esta técnica. Rossini incluiu notoriamente uma seção Pastorale em sua abertura Guilherme Tell . A pastorale italiana Tu scendi dalle stelle, às vezes chamada de "Canção dos Gaiteiros" (Canzone d'i zampognari), é uma canção de Natal amplamente popular de Santo Alfonso Liguori, e Gesù bambino de Pietro Yon é outra.
A coleção de canções do poeta e intérprete sueco Carl Michael Bellman, Fredman's Epistles, contém várias pastorais, incluindo Liksom en Herdinna, högtids klädd (Como uma pastora; Vestida solenemente), que começa com uma quase paráfrase do início do Guia francês para a construção de versos pastorais de Nicolas Boileau-Despréaux.
As pastorales ainda são praticadas nas regiões do sul da Itália, onde a zampogna continua a prosperar. O pastorale pode ser tocado por um tocador solo de zampogna, às vezes também acompanhado pelo piffero (também comumente chamado de ciaramella, pipita ou bifera), que é um instrumento primitivo do tipo oboé, sem tonalidade, de palheta dupla.